# جنیفر کودی
جنیفر کودی (انگلیسی: Jennifer Cody؛ زادهٔ ۱۰ نوامبر ۱۹۶۹) رقصنده، بازیگر، و صداپیشه اهل ایالات متحده آمریکا است. وی از سال ۱۹۷۷ میلادی تاکنون مشغول فعالیت بوده‌است.او در فیلم عنکبوت‌های کاغذی بازی کرده است.
وی همچنین برندهٔ جوایزی همچون جوایز آنی شده‌است.